# Cópulas (teoría de probabilidad)
En la teoría de la probabilidad y estadística, una cópula es una función de distribución multivariada de probabilidad cuyas distribuciones marginales para cada variable son distribuciones uniformes. Las cópulas describen la estructura de dependencia entre variables aleatorias, no es extraño que la palabra cópula insinúa vínculo o unión, proviene del latín y su significado es conexión o lazo que une dos cosas distintas, similar a las cópulas gramaticales en lingüística. Las cópulas han sido usadas en el área de finanzas y en aplicaciones de optimización de carteras.
El célebre teorema de Sklar en 1959, establece que cualquier función de distribución conjunta multivariada puede ser escrita en términos de distribuciones marginales univariadas y una cópula, esta última que describe la estructura de dependencia entre las variables.

## Definición matemática

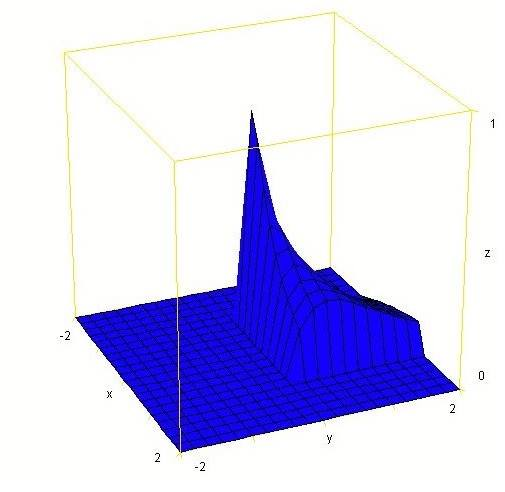
Cópula en el cubo unidad.

Una cópula n-dimensional o n-cópula es una función {\displaystyle C:[0,1]^{n}\rightarrow [0,1]} que satisface las siguientes condiciones:
- {\displaystyle C(1,\dots ,1,u_{k},1,\dots ,1)=u_{k}} para cada {\displaystyle k\leq n} y {\displaystyle \forall u_{k}\in [0,1]},
- {\displaystyle C(u_{1},\dots ,u_{k-1},0_{k},u_{k+1,\ldots },u_{n})=0} para cualquier {\displaystyle k\leq n},
- {\displaystyle C} cumple la condición de monotonicidad (H-volumen).

## Teorema de Sklar
El teorema de Sklar, llamado así por Abe Sklar, proporciona el fundamento teórico para la aplicación de las cópulas. El teorema de Sklar afirma que toda función de distribución multivariante

{\displaystyle H(x_{1},\dots ,x_{d})=\Pr[X_{1}\leq x_{1},\dots ,X_{d}\leq x_{d}]}

de un vector aleatorio {\displaystyle (X_{1},X_{2},\dots ,X_{d})} puede expresarse en términos de las distribuciones marginales {\displaystyle F_{i}(x_{i})=\Pr[X_{i}\leq x_{i}]} y una función cópula {\displaystyle C}, que satisface la siguiente relación:

{\displaystyle H(x_{1},\dots ,x_{d})=C\left(F_{1}(x_{1}),\dots ,F_{d}(x_{d})\right)}

Si la distribución multivariante admite una densidad de probabilidad {\displaystyle h}, y su función de densidad se conoce, también sucede que:

{\displaystyle h(x_{1},\dots ,x_{d})=c(F_{1}(x_{1}),\dots ,F_{d}(x_{d}))\cdot f_{1}(x_{1})\cdot \dots \cdot f_{d}(x_{d}),}

donde {\displaystyle c} es la densidad de la cópula.

## Aplicaciones
Las cópulas han sido aplicadas en diferentes campos, por ejemplo, en actuaría en la cual diversos procesos en los seguros de accidentes involucran pares de variables correlacionadas. Un ejemplo destacado es la pérdida y los gastos que se le asignan a una reclamación en una empresa de seguros. En estos casos, los modelos de cópulas son ampliamente utilizados ya que pueden ser computacionalmente fáciles, generan medidas de asociación no paramétricas y son modelos suficientemente flexibles como para tener una posibilidad de ajustar los datos.  En el área financiera son utilizadas en el modelado de los activos y la gestión de riesgos.  En ingeniería,  Sotirios P.Chatzis y Yiannis Demiris presentaron una nueva aplicación de la cópula,  en su artículo "The copula echo state network", en el cual se propone una nueva metodología para el modelado de datos secuenciales, basado en la postulación de las redes neuronales recurrentes y sistemas dinámicos. Las cópulas son populares en aplicaciones estadísticas con alta dimensionalidad puesto que permiten modelar fácilmente la distribución de vectores aleatorios mediante la estimación de marginales y cópulas separadamente. Hay muchas familias de cópulas paramétricas disponibles que permiten controlar la fuerza de la dependencia. 
Las cópulas bidimensionales son conocidas en otras áreas de la matemática bajo el nombre de permutones (< inglés permutons) o medidas doblemente estocásticas.